# Guiers
Il Guiers è un fiume francese che scorre interamente nella regione Alvernia-Rodano-Alpi, nei dipartimenti dell'Isère e della Savoia, tra i quali, per un certo tratto, costituisce il confine. È un affluente del Rodano.

## Geografia

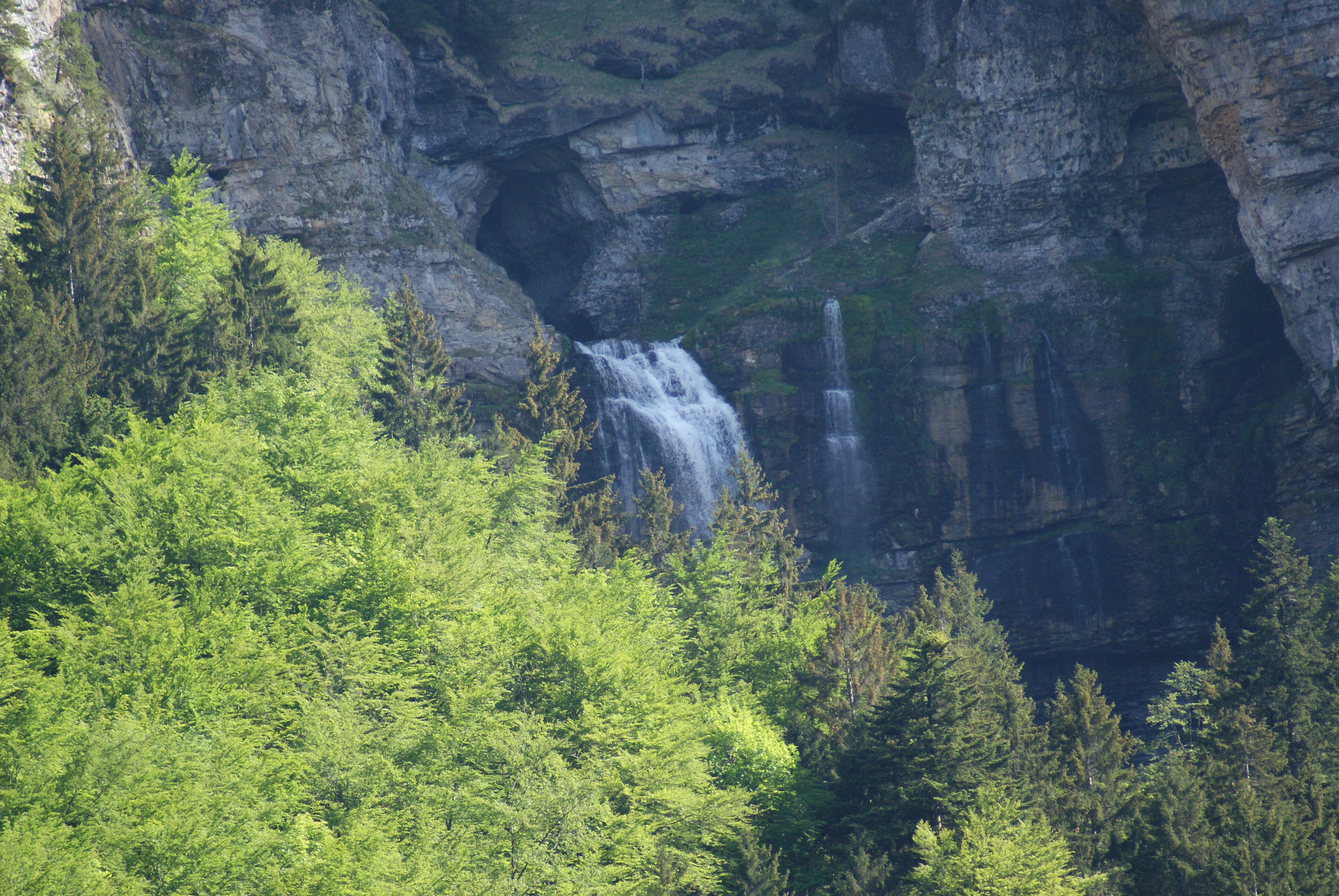
Circo di Saint-Même: risorgiva del Guiers Vif

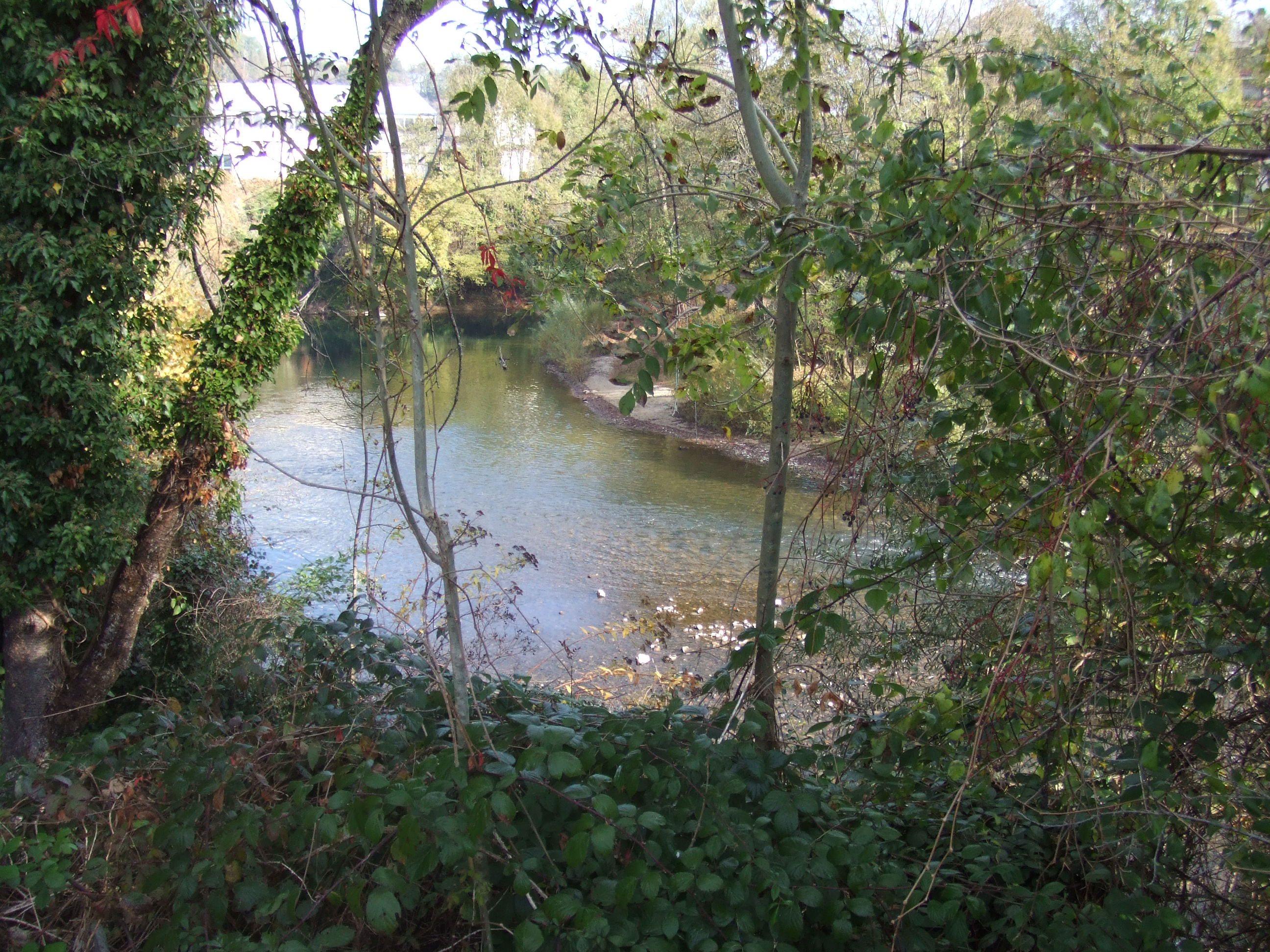
Il Guiers dopo il ponte Francesco I dei due comuni chiamati Le Pont-de-Beauvoisin.

Lungo 50 km, il Guiers è la confluenza di due corsi d'acqua, entrambi nascenti dalle pendici delle prealpi della Chartreuse, il Guiers Vivo (à Saint-Pierre-d'Entremont) e il Guiers Morto, che passa a Saint-Laurent-du-Pont. Entrambi transitano nella montagna attraverso gole pittoresche che prendono il nome dai rispettivi corsi d'acqua. Esso si getta nel Rodano a valle di Saint-Genix-sur-Guiers (Savoia).
Nelle parti mediana ed inferiore del suo corso esso segna il confine fra i dipartimenti della Savoia e dell'Isère, antica frontiera tra la Francia e la contea di Savoia, risalente al 1355, definita dal Trattato di Parigi, fra Amedeo VI di Savoia e il re Giovanni il Buono.

## Idrologia
Il bacino idrografico del Guiers è di 609 km2. La portata media interannuale del Guiers, calcolata su un periodo di 19 anni a Romagnieu, località sita a 5 km della confluenza e vicina a Saint-Genix-sur-Guiers, ammonta a 16 m3/sec per una superficie del bacino di 575 km2, cioè pressoché la totalità del suo bacino idrografico. Il fiume presenta fluttuazioni stagionali di portata tipiche di un regime nivo-pluviale, a componente nivale, con un lungo periodo di piena (da novembre all'inizio di giugno. La piena presenta due massimi nell'anno: uno di 17.5 m3/sec in dicembre, seguita da un minimo di 15 m3/sec in gennaio, poi la portata si accresce fino al secondo e più elevato picco che va da 20,7 a 22.5 m3/sec in marzo-aprile (con un massimo in aprile). Segue quindi una rapida caduta della portata, terminante in un periodo di magra da luglio a settembre, con una portata mensile media che scende nel mese di agosto fino a 9.3 m3/sec.
La portata massima fino ad ora misurata a Romagnieu è stata di 123 m3/sec.
In conclusione il Guiers è un fiume abbondante di acque, ben alimentato da precipitazioni anch'esse abbondanti, nelle regioni delle prealpi savoiarde. Le precipitazioni nel suo bacino idrografico ammontano mediamente a 882 mm annui.

## Affluenti
Dalla sorgente verso la confluenza:
- Il Guiers Vivo (rd)
  - Il Cozon, affluente del Guiers Vivo
- Il Guiers Morto
- Il Thiers o Tiers o Tier, (rd)
- L'Ainan

## Località degne di nota
- Circo di Saint-Même, circo naturale (grotte e cascate)
- Saint-Pierre-de-Chartreuse, con le sue importanti architetture civili e religiose, tra le quali il monastero della Grande Chartreuse .
- Le Pont-de-Beauvoisin, chiesa dei Carmelitani, fonte San Felice, ponte Francesco I.
- La piccola città di Saint-Genix-sur-Guiers, con le sue case antiche risalenti al periodo dal XV secolo a XVIII e il suo ponte di Saint-Genix.
- Le gole del Guiers Vivo e quelle del Guiers Morto.
- L'antica città romana di Aoste (in latino Augustum), la sua chiesa romanica di San Desiderio, il suo museo gallo-romano.